# Lazar Mojsov
Lazar Mojsov (en macedonio: Лазар Мојсов; Negotino, 19 de diciembre de 1920-Belgrado, 25 de agosto de 2011) fue un periodista, político comunista y diplomático macedonio de la República Federativa Socialista de Yugoslavia. Ocupó la Presidencia Colectiva de Yugoslavia y fue presidente de la Asamblea General de las Naciones Unidas durante la trigésimo segunda sesión y la octava, novena y décima sesiones especiales, entre 1977 y 1978.

## Biografía

### Primeros años
Estudió en la facultad de derecho de la Universidad de Belgrado. Miembro de la Liga de Comunistas de Yugoslavia, en la Segunda Guerra Mundial luchó con los partisanos yugoslavos.

### Carrera
Después de 1945 fue ascendiendo en las filas del partido. Fue fiscal general de la República Socialista de Macedonia desde 1948 hasta 1951. Durante las siguientes dos décadas, se desempeñó como un miembro de los parlamentos de la RFS de Yugoslavia y la RS de Macedonia, además de ser editor de un periódico.
Fue embajador yugoslavo en la Unión Soviética y Mongolia de 1958 a 1961 y embajador en Austria y el Organismo Internacional de Energía Atómica entre 1967 y 1969. Desde 1969 a 1974, se desempeñó como representante permanente yugoslavo ante las Naciones Unidas, y en simultáneo, como embajador no residente en Guyana y Jamaica.
De 1974 a 1982, fue viceministro de relaciones exteriores y, de 1977 a 1978, fue presidente de la Asamblea General de las Naciones Unidas. De 1980 a 1981, se desempeñó como presidente del Presidium del Comité Central de la Liga de Comunistas de Yugoslavia, y de mayo de 1982 a mayo de 1984 fue ministro de Relaciones Exteriores. De 1984 a 1989, fue miembro de la Presidencia Colectiva de Yugoslavia, en representación de la República Socialista de Macedonia, y fue su presidente de 1987 a 1988.

### Fallecimiento
El 25 de agosto de 2011, falleció a los 90 años en Belgrado. Fue sepultado en el panteón de ciudadanos distinguidos en el cementerio Novo groblje.